# Copa espanyola de futbol americà
La Copa espanyola de futbol americà, anomenada Copa d'Espanya de futbol americà (en castellà: Copa de España de futbol americano), és una competició esportiva de clubs espanyols de futbol americà, creada l'any 1996. De caràcter anual, està organitzada per la Federació Espanyola de Futbol Americà. Els equips participants disputen una primera fase en format d'eliminació directa, celebrant-se una final en una seu neutral, que determina el campió del torneig.
Els equips catalans i madrilenys són els dominadors històrics de la competició, destacant els L'Hospitalet Pioners amb nou títols, els Badalona Dracs amb set, i els Osos Rivas, amb sis.

## Historial
| En negreta = Equip guanyador (1) = Nombre de títols |

| Edició | Data                                                       | Campió                                                     | Resultat                                                                            | Finalista                                                                           | Seu                                                                                 | refs   |
| ------ | ---------------------------------------------------------- | ---------------------------------------------------------- | ----------------------------------------------------------------------------------- | ----------------------------------------------------------------------------------- | ----------------------------------------------------------------------------------- | ------ |
| I      | 1996                                                       | Madrid Panteras (1)                                        | 20-16                                                                               | Vilafranca Eagles                                                                   | Estadi Olímpic de la Cartuja, Sevilla                                               |        |
| II     | 1997                                                       | Madrid Panteras (2)                                        | 24-17                                                                               | L'Hospitalet Pioners                                                                | Estadi Municipal Armilla, Granada                                                   |        |
| III    | 1998                                                       | Madrid Panteras (3)                                        | 27-6                                                                                | L'Hospitalet Pioners                                                                | Estadi del Túria, València                                                          |        |
| IV     | 1999                                                       | Badalona Dracs (1)                                         | 8-6                                                                                 | Bilbao Cougars                                                                      |                                                                                     |        |
| V      | 2000                                                       | L'Hospitalet Pioners (1)                                   | 34-13                                                                               | Badalona Dracs                                                                      | Estadi Joan Serrahima, Barcelona                                                    |        |
| VI     | 2001                                                       | Osos de Madrid (1)                                         | 25-24                                                                               | Badalona Dracs                                                                      | Poliesportiu Cerro del Telégrafo, Rivas-Vaciamadrid                                 |        |
| VII    | 2002                                                       | Osos de Madrid (2)                                         | 39-12                                                                               | Badalona Dracs                                                                      | Estadi del Túria, València                                                          |        |
| VIII   | 2003                                                       | Osos Rivas (3)                                             | 15-6                                                                                | Badalona Dracs                                                                      |                                                                                     |        |
| IX     | 2004                                                       | Badalona Dracs (2)                                         | 3-0                                                                                 | Osos Rivas                                                                          | Municipal de Montigalà, Badalona                                                    |        |
| X      | 2005                                                       | L'Hospitalet Pioners (2)                                   | 23-16                                                                               | València Firebats                                                                   | Estadi del Túria, València                                                          |        |
| XI     | 2006                                                       | L'Hospitalet Pioners (3)                                   | 23-18                                                                               | Osos Rivas                                                                          | Poliesportiu Municipal Sagnier, El Prat de Llobregat                                |        |
| XII    | 2007                                                       | Osos Rivas (4)                                             | 20-3                                                                                | L'Hospitalet Pioners                                                                | Poliesportiu Cerro del Telégrafo, Rivas-Vaciamadrid                                 |        |
| XIII   | 19-01-2008                                                 | L'Hospitalet Pioners (4)                                   | 14-13                                                                               | Osos Rivas                                                                          | CEM L'Hospitalet Nord                                                               |        |
| XIV    | 07-02-2009                                                 | Osos Rivas (5)                                             | 7-0                                                                                 | Badalona Dracs                                                                      | Poliesportiu Cerro del Telégrafo, Rivas-Vaciamadrid                                 |        |
| XV     | 2010                                                       | L'Hospitalet Pioners (5)                                   | 41-7                                                                                | Las Rozas Black Demons                                                              | Poliesportiu Cerro del Telégrafo, Rivas-Vaciamadrid                                 |        |
| XVI    | 2011                                                       | L'Hospitalet Pioners (6)                                   | 46-23                                                                               | València Firebats                                                                   | Estadi Joan Serrahima, Barcelona                                                    |        |
| XVII   | 2012                                                       | L'Hospitalet Pioners (7)                                   | 36-29                                                                               | Badalona Dracs                                                                      | Municipal de Montigalá, Badalona                                                    |        |
| XVIII  | 2013                                                       | L'Hospitalet Pioners (8)                                   | 20-10                                                                               | Osos Rivas                                                                          | Poliesportiu Cerro del Telégrafo, Rivas-Vaciamadrid                                 |        |
| XIX    | 07-12-2013                                                 | L'Hospitalet Pioners (9)                                   | 31-27                                                                               | Badalona Dracs                                                                      | Municipal de Montigalà, Badalona                                                    | [ 1 ]  |
| XX     | no es disputà la temporada 2014-15                         | no es disputà la temporada 2014-15                         | no es disputà la temporada 2014-15                                                  | no es disputà la temporada 2014-15                                                  | no es disputà la temporada 2014-15                                                  | [ 2 ]  |
| XXI    | 2016                                                       | Badalona Dracs (3)                                         | no es disputà la final, no obstant, la FEFA reconeix al Badalona Dracs com a campió | no es disputà la final, no obstant, la FEFA reconeix al Badalona Dracs com a campió | no es disputà la final, no obstant, la FEFA reconeix al Badalona Dracs com a campió | [ 3 ]  |
| XXII   | 25-11-2017                                                 | Badalona Dracs (4)                                         | 26-7                                                                                | Las Rozas Black Demons                                                              | Camp Batiste Subíes, La Pobla de Farnals                                            | [ 4 ]  |
| XXIII  | 15-12-2018                                                 | Badalona Dracs (5)                                         | 24-0                                                                                | Las Rozas Black Demons                                                              | Estadi Pedro Escartín, Guadalajara                                                  | [ 5 ]  |
| XXIV   | 15-12-2019                                                 | Badalona Dracs (6)                                         | 15-3                                                                                | Las Rozas Black Demons                                                              | Camp Atlètic Masnou, el Masnou                                                      | [ 6 ]  |
| XXV    | Edició cancel·lada pel risc públic de contagi del COVID-19 | Edició cancel·lada pel risc públic de contagi del COVID-19 | Edició cancel·lada pel risc públic de contagi del COVID-19                          | Edició cancel·lada pel risc públic de contagi del COVID-19                          | Edició cancel·lada pel risc públic de contagi del COVID-19                          | [ 7 ]  |
| XXVI   | 26-06-2021                                                 | Badalona Dracs (7)                                         | 14-7                                                                                | Las Rozas Black Demons                                                              | Municipal de Montigalà, Badalona                                                    | [ 8 ]  |
| XXVII  | 18-12-2021                                                 | Osos Rivas (6)                                             | 41-14                                                                               | Badalona Dracs                                                                      | Poliesportiu Cerro del Telégrafo, Rivas-Vaciamadrid                                 | [ 9 ]  |
| XXVIII | 17-12-2022                                                 | Las Rozas Black Demons (1)                                 | 17-0                                                                                | Badalona Dracs                                                                      | Las Rozas de Madrid                                                                 |        |
| XXIX   | 16-12-2023                                                 | Las Rozas Black Demons (2)                                 | 27-21 (prò.)                                                                        | Badalona Dracs                                                                      | Estadi Municipal de Badalona                                                        | [ 10 ] |

## Palmarès
| Equip                  | Campió | Subcampió | Finals | Anys campió                                          | Anys subcampió                                             |
| ---------------------- | ------ | --------- | ------ | ---------------------------------------------------- | ---------------------------------------------------------- |
| L'Hospitalet Pioners   | 9      | 3         | 12     | 2000, 2005, 2006, 2008, 2010, 2011, 2012, 2013, 2014 | 1997, 1998, 2007                                           |
| Badalona Dracs         | 7      | 10        | 17     | 1999, 2004, 2016, 2017, 2018, 2019, 2021             | 2000, 2001, 2002, 2003, 2009, 2012, 2014, 2021, 2022, 2023 |
| Osos Rivas             | 6      | 4         | 10     | 2001, 2002, 2003, 2007, 2009, 2021                   | 2004, 2006, 2008, 2013                                     |
| Madrid Panteras        | 3      | 0         | 3      | 1996, 1997, 1998                                     | —                                                          |
| Las Rozas Black Demons | 2      | 5         | 7      | 2022, 2023                                           | 2010, 2017, 2018, 2019, 2021                               |
| València Firebats      | 0      | 2         | 2      | —                                                    | 2005, 2011                                                 |
| Vilafranca Eagles      | 0      | 1         | 1      | —                                                    | 1996                                                       |
| Bilbao Cougars         | 0      | 1         | 1      | —                                                    | 1999                                                       |

### MVP de la Final
| Edició | Data | Jugador         | Equip                  | refs.  |
| ------ | ---- | --------------- | ---------------------- | ------ |
| XXII   | 2017 | Raúl Cernuda    | Badalona Dracs         | [ 4 ]  |
| XXIII  | 2018 | Felipe Archilla | Badalona Dracs         | [ 5 ]  |
| XXIV   | 2019 | Jordi Brugnani  | Badalona Dracs         | [ 6 ]  |
| XXVI   | 2021 | Edu Morlans     | Badalona Dracs         | [ 8 ]  |
| XXVII  | 2021 | Sergio Barbero  | Osos Rivas             | [ 9 ]  |
| XXVIII | 2022 | Daniel Romero   | Las Rozas Black Demons |        |
| XXIX   | 2023 | Daniel Romero   | Las Rozas Black Demons | [ 11 ] |

## Historial de futbol americà femení
| Edició | Any  |                    | Campió          | Resultat | Finalista              | MVP              |
| ------ | ---- | ------------------ | --------------- | -------- | ---------------------- | ---------------- |
| I      | 2010 |                    | Barberà Rookies | 18-0     | Las Rozas Black Demons | Mª Azucena Muñoz |
| II     | 2011 |                    | Barberà Rookies | 14-10    | Vallès Reds AFT        | Beatriz Herzog   |
| III    | 2012 |                    | Barberà Rookies | 21-12    | Las Rozas Black Demons | Ada Quintana     |
| IV     | 2013 | Barberà del Vallès | Barberà Rookies | 26-0     | Las Rozas Black Demons | Mª Azucena Muñoz |
| V      | 2014 | Pinto              | Barberà Rookies | 36-3     | Las Rozas Black Demons | Alba Izquierdo   |
| VI     | 2015 |                    | Barberà Rookies | 28-0     | Barcelona Búfals       | Mónica Rafecas   |
| VII    | 2016 | Barberà del Vallès | Barberà Rookies | 48-0     | Barcelona Búfals       | Anna Fernández   |